# Paul Hoekstra
Paulus Joan „Paul“ Hoekstra (* 30. Dezember 1944 in Enschede) ist ein ehemaliger niederländischer Kanute, der international ab 1971 für Belgien antrat.

## Erfolge
Dreimal nahm Paul Hoekstra an Olympischen Spielen teil. Bei seinem Olympiadebüt 1964 in Tokio gelang ihm im Zweier-Kajak mit Antonius Geurts sogleich ein Medaillengewinn. Auf der 1000-Meter-Strecke belegte er im Vorlauf den zweiten und im Halbfinale den ersten Platz, womit sie sich für das Finale qualifizierten. Im Endlauf überquerten sie nach 3:39,30 Minuten als Zweite die Ziellinie, 0,8 Sekunden hinter den siegreichen Sven-Olov Sjödelius und Gunnar Utterberg aus Schweden sowie 1,3 Sekunden vor den Deutschen Heinz Büker und Holger Zander. Auch mit dem Vierer-Kajak erreichte Hoekstra das Finale, kam dort aber nicht über den siebten Platz hinaus. Vier Jahre darauf verpassten Hoekstra und Geurts in Mexiko-Stadt im Zweier-Kajak über 1000 Meter als Vierte knapp einen weiteren Medaillengewinn. Erstmals startete Hoekstra auch in einem olympischen Wettbewerb im Einer-Kajak und schaffte seinen vierten Finaleinzug. In 4:13,28 Minuten belegte er im Endlauf den neunten und letzten Platz.
Er sicherte sich 1966 in Berlin bei den Weltmeisterschaften im Einer-Kajak über 500 Meter ebenso Bronze wie 1969 in Moskau bei den Europameisterschaften im Zweier-Kajak über 500 Meter.
Ab 1971 startete Hoekstra für Belgien. In dem Jahr wurde er in Belgrad im Zweier-Kajak auf der 500-Meter-Distanz Vizeweltmeister. Mit Jean-Pierre Burny trat er bei den Olympischen Spielen 1976 in zwei Wettbewerben mit dem Zweier-Kajak an. Sowohl über 500 Meter als auch über 1000 Meter gelang ihnen dabei die Qualifikation für das Finale. Während sie auf der 500-Meter-Strecke den sechsten Platz belegten, wurden sie über die 1000 Meter Neunte und Letzte.